# Romuald Kunat
Romuald Kunat (ur. 7 lutego 1939 w Ostrowcu Świętokrzyskim, zm. 28 marca 2006) – polski dyplomata; ambasador w Bułgarii (1997-1998) i konsul generalny w Brześciu (2001-2006).

## Życiorys
Absolwent bułgarystyki na Wydziale Filologii Słowiańskiej Uniwersytetu Warszawskiego. Pracował w Ministerstwie Spraw Zagranicznych od 1973. Był między innymi I sekretarzem Ambasady RP w Paryżu, Konsulem Generalnym RP w Brukseli. Przebywał także na placówce w Sofii, gdzie pełnił funkcję radcy – ministra pełnomocnego, charge d'affaires, a następnie ambasadora (1997-1998). Pełnił także funkcję Konsula Generalnego w Brześciu.